# Svazová výkonná rada

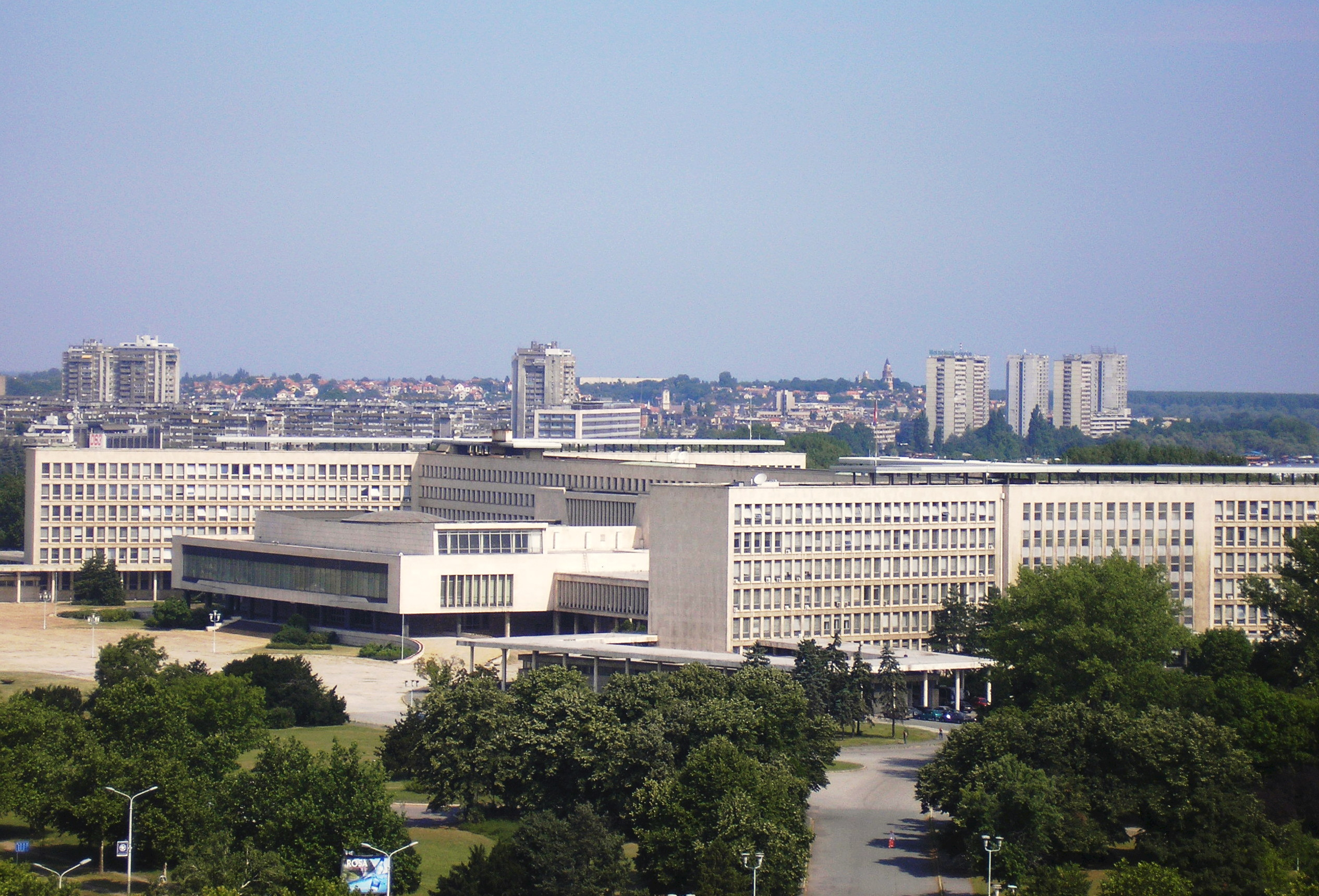
Budova Svazové výkonné rady v Bělehradě

Svazová výkonná rada (ve východní variantě srbochorvatštiny Savezno izvršno veće, v západní Savezno izvršno vijeće, slovinsky Zvezni izvršni svet) byla de facto vláda SFRJ. Název byl zaveden v souvislosti s přestavbou státních struktur během rozvoje samosprávného socialismu[zdroj?]. SIV, jak byl tento orgán v tisku často zkracován, měl až patnáct členů. Zprvu funkci předsedy vlády vykonával prezident (Josip Broz Tito), avšak po přijetí nové ústavy v roce 1963 byl volen poslanci skupštiny. Od roku 1974 podle poslední jugoslávské ústavy volily předsedu Svazové výkonné rady obě komory federálního parlamentu.
Sídlem vlády byl palác Jugoslávie v Novém Bělehradu.

## Seznam předsedů SIV – předsedů vlád
- Josip Broz Tito – оd 14. ledna 1953 do 29. ledna 1963.
- Petar Stambolić – оd 29. ledna 1963 do 16. května 1967.
- Mika Špiljak – оd 16. května 1967 do 18. května 1969.
- Mitja Ribičič – оd 18. května 1969 do 30. července 1971.
- Džemal Bijedić – оd 30. července 1971 do 18. ledna 1977.
- Veselin Đuranović – оd 14. února 1977 do 16. května 1982.
- Milka Planinc – оd 16. května 1982 do 15. května 1986.
- Branko Mikulić – оd 15. května 1986 do 16. května 1989.
- Ante Marković – оd 16. března 1989 do 20. prosince 1991.
- Aleksandar Mitrović – оd 20. prosince 1991 do 28. dubna 1992.